# Dance to This
Dance to This – utwór australijskiego piosenkarza Troyego Sivana z gościnnym udziałem Ariany Grande, wydany 13 czerwca 2018 roku przez wytwórnię EMI Music Australia jako czwarty singel z albumu jego drugiego albumu studyjnego Bloom. Autorami tekstu piosenki są Sivan, Brett McLaughlin, Noonie Bao, oraz Oscar Holter, jej producent.
Do utworu został nakręcony teledysk, którego reżyserią zajął się Bardia Zeinali. Oficjalna premiera obrazu odbyła się 19 lipca 2018 roku.
W Polsce singiel uzyskał status złotej płyty.

## Personel
Opracowane na podstawie materiału źródłowego.
- Troye Sivan – wokal, autor tekstu
- Ariana Grande – wokal
- Oscar Holter – produkcja
- Randy Merrill – inżynier masteringu
- John Hanes – inżynieria
- Serban Ghenea – miksowanie

## Notowania tygodniowe
| Lista (2018)                                       | Najwyższa pozycja |
| -------------------------------------------------- | ----------------- |
| Australia (Top 50 Singles)                         | 39                |
| Belgia (Ultratop 50 Singles, Flandria)             | 36                |
| Chorwacja (HTR)                                    | 97                |
| Czechy (Singles Digitál – Top 100)                 | 69                |
| Francja (Top Singles & Titres)                     | 93                |
| Irlandia (Singles Chart)                           | 52                |
| Kanada (Billboard Canadian Hot 100)                | 85                |
| Nowa Zelandia Heatseekers (Recorded Music NZ)      | 1                 |
| Portugalia (AFP)                                   | 64                |
| Słowacja (Singles Digitál – Top 100)               | 66                |
| Stany Zjednoczone (Bubbling Under Hot 100 Singles) | 15                |
| Szwecja (Sverigetopplistan)                        | 98                |
| Wielka Brytania (UK Singles Chart)                 | 64                |